# 贈り物 (熊木杏里のアルバム)
『贈り物』は、熊木杏里3枚目のミニ・アルバム。2014年3月26日にVillage Again Associationよりリリース。

## 解説
通常盤・初回限定盤A・初回限定盤Bの3形態で発売。
初回限定盤Aは「熊木杏里 LIVE TOUR 2013 Close to you～白い足あと」 LIVE映像16曲収録DVDが付属。初回限定盤Bはベネッセコーポレーション「ウィメンズパーク」コラボ盤で、通常盤・初回限定盤Aより収録曲が3曲少ない。

## 収録曲

### 初回限定盤A・通常盤
1. 贈り物
2. 掌
3. それでも
4. 誕生日 -unplugged ver.-
5. 一千一秒 -2013 ver.-
6. ねがいごと
7. 言葉を届けて

### 初回限定盤B
1. 贈り物
2. 誕生日 -unplugged ver.-
3. 一千一秒 -2013 ver.-
4. ねがいごと